# 公孫度
公孫 度（こうそん たく /こうそん ど、150年 - 204年）は、中国後漢末期の群雄。字は升済。初名は豹。幽州遼東郡襄平県の人。家系は公孫氏。父は公孫延。子は公孫康・公孫恭。孫は公孫淵・公孫晃。

## 生涯
父は玄菟太守の公孫琙に官吏として仕えていた。公孫琙の早死した子の名が、公孫度の初名と同じ「豹」だったという理由で可愛がられ、その援助の下で学問を学んだ。
建寧2年（169年）、霊帝が有道の士を推挙するよう詔を下すと、公孫度は謝弼や陳敦とともに回答し、みな郎中に任じられた。その後、尚書郎から冀州刺史に転じたが、謡言を理由に職を追われた。
中平6年（189年）、董卓の中郎将となった同郡出身の徐栄の推挙で、遼東太守に任じられる。しかし地元には彼の出自を軽んじる名族がいくつもあったため、先んじてこれらの家を罪に当てはめ百余家を滅ぼした。
初平元年（190年）、中原の混乱を知った公孫度は、側近の官吏である柳毅と陽儀に「漢の命運は尽きようとしている。今まさに諸卿らと王位を狙うべきだ」「讖書（予言書）では『孫登が天子になる』というが、私の姓は公孫、字は升済であり、升とはすなわち登のことである」と語り、独立の意志を露わにする。遼東から海を隔てた先にある青州東莱郡に軍を派遣して攻略し、この地に営州刺史を置いた。自らは遼東侯・平州牧を名乗り、父の公孫延に建義侯の称号を追贈し、また漢の二祖（劉邦・光武帝）の霊廟を建立した。
襄平の名門をことごとく滅ぼし支配を固める一方で、高句麗や烏桓を討伐し功績を挙げ、董卓死後に実権を握った曹操に賞され、武威将軍・永寧郷侯の地位を与えられた。しかし公孫度はこの地位に不満だったため、朝廷から贈られた印綬は武器庫にしまいこんだ。
建安9年（204年）に死去。子の公孫康が位を相続した。
『隋書』によると、高句麗の東明王の子孫の仇台に娘を嫁がせた。

## 系譜
| 公孫延 | 公孫延 | 公孫延 | 公孫延 | 公孫延 | 公孫延 |  |  | 公孫度 | 公孫度 | 公孫度 | 公孫度 | 公孫度 | 公孫度 |  |  | 公孫康 | 公孫康 | 公孫康 | 公孫康 | 公孫康 | 公孫康 |  |  | 公孫晃 | 公孫晃 | 公孫晃 | 公孫晃 | 公孫晃 | 公孫晃 |  |  |        |        |        |        |        |        |  |  |
| 公孫延 | 公孫延 | 公孫延 | 公孫延 | 公孫延 | 公孫延 |  |  | 公孫度 | 公孫度 | 公孫度 | 公孫度 | 公孫度 | 公孫度 |  |  | 公孫康 | 公孫康 | 公孫康 | 公孫康 | 公孫康 | 公孫康 |  |  | 公孫晃 | 公孫晃 | 公孫晃 | 公孫晃 | 公孫晃 | 公孫晃 |  |  |        |        |        |        |        |        |  |  |
|        |        |        |        |        |        |  |  |        |        |        |        |        |        |  |  |        |        |        |        |        |        |  |  |        |        |        |        |        |        |  |  |        |        |        |        |        |        |  |  |
|        |        |        |        |        |        |  |  |        |        |        |        |        |        |  |  | 公孫恭 | 公孫恭 | 公孫恭 | 公孫恭 | 公孫恭 | 公孫恭 |  |  | 公孫淵 | 公孫淵 | 公孫淵 | 公孫淵 | 公孫淵 | 公孫淵 |  |  | 公孫脩 | 公孫脩 | 公孫脩 | 公孫脩 | 公孫脩 | 公孫脩 |  |  |
|        |        |        |        |        |        |  |  |        |        |        |        |        |        |  |  | 公孫恭 | 公孫恭 | 公孫恭 | 公孫恭 | 公孫恭 | 公孫恭 |  |  | 公孫淵 | 公孫淵 | 公孫淵 | 公孫淵 | 公孫淵 | 公孫淵 |  |  | 公孫脩 | 公孫脩 | 公孫脩 | 公孫脩 | 公孫脩 | 公孫脩 |  |  |

## 公孫度を題材とした作品
- 三国志外伝 「公孫度」　（小説、宮城谷昌光、文藝春秋)